# Fruhstorferiola
Fruhstorferiola es un género de saltamontes de la subfamilia Melanoplinae, familia Acrididae, y está asignado a la subtribu Tonkinacridina de la tribu Podismini. La especie tipo fue encontrada en Vietnam, sin embargo la mayoría de las especies de este género solo se distribuyen en China, y también se encuentra en Japón.

## Especies
Las siguientes especies pertenecen al género Fruhstorferiola:
- Fruhstorferiola brachyptera Zheng, 1988
- Fruhstorferiola cerinitibia Zheng, 1998
- Fruhstorferiola huangshanensis Bi & Xia, 1980
- Fruhstorferiola huayinensis Bi & Xia, 1980
- Fruhstorferiola kulinga (Chang, 1940)
- Fruhstorferiola okinawaensis (Shiraki, 1930)
- Fruhstorferiola omei (Rehn & Rehn, 1939)
- Fruhstorferiola rubicornis Zheng & Shi, 1998
- Fruhstorferiola rufucorna Zheng & Yang, 1999
- Fruhstorferiola sibynecerca Zheng, 2001
- Fruhstorferiola tonkinensis (Willemse, 1921)
- Fruhstorferiola viridifemorata (Caudell, 1921)
- Fruhstorferiola xuefengshana Fu & Zheng, 2000